# Stadionul Anton Malatinský
Anton Malatinský Stadium (în slovacă Štadión Antona Malatinského) este un stadion de fotbal situat în orașul Trnava (Slovacia), care este terenul clubului local de fotbal Spartak Trnava. Stadionul a fost complet renovat în 2013-2015 și are o capacitate totală de 19.200, ceea ce îl face al doilea cel mai mare stadion de fotbal din Slovacia. 
La 14 ianuarie 1998, stadionul a fost numit în onoarea fostului fotbalist și manager Anton Malatinský, care a murit în 1992.